# S・ロブソン・ウォルトン
サミュエル・ロブソン・ウォルトン（Samuel Robson Walton、1944年10月28日 - ）は、アメリカ合衆国の実業家、ウォルマートの創業者サム・ウォルトンの長男。『フォーブス』によれば2021年時点での純資産は595億ドル。2018年3月時点での純資産は417億ドル。創業者と区別するため、ロブ・ウォルトン（Rob Wolton）という名前で活動している。
オクラホマ州タルサ生まれ。1969年にコロンビア大学ロースクールを修了。父親が死ぬまでウォルマートを代表する法律事務所のメンバーだった。父親の死の2日後の1992年4月7日ウォルマート会長となり、2015年までその地位にあった。ロブソンの名前は母方に由来する。
2022年夏より、ウォルトン=ペナー・ファミリー・グループを率いてNFLデンバー・ブロンコスのオーナーとなっている。